# Sakuran
Sakuran (さくらん) est un manga créé par Moyoko Anno. L'héroïne est une jeune fille nommée Kiyoha (bien qu'elle porte différents noms au cours de son apprentissage) qui devient une oiran (courtisane) de haut rang.

## Résumé

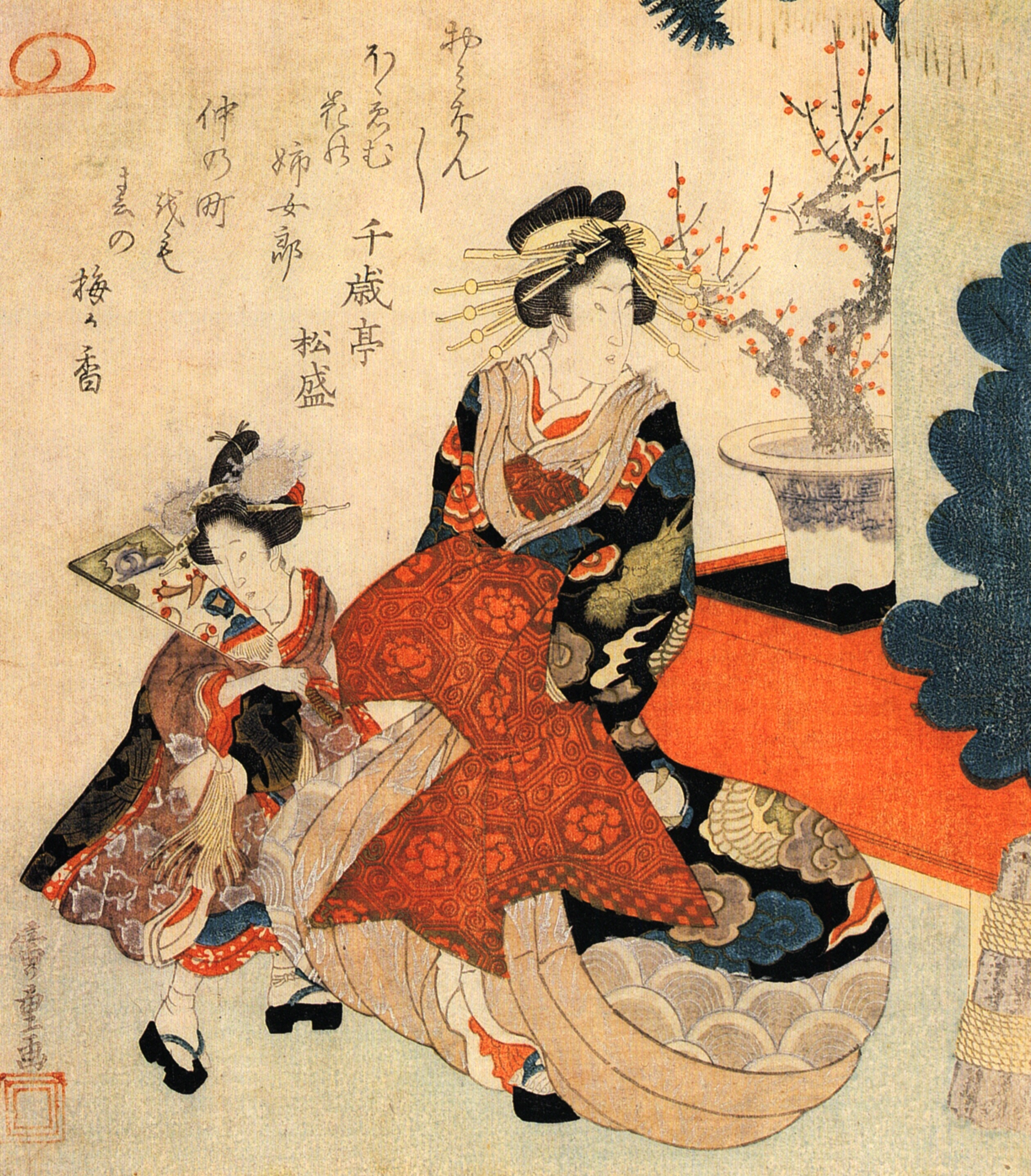
L'héroïne de Sakuran occupe successivement les rangs de kamuro (à gauche) et doiran (à droite).

Une jeune fille est vendue comme kamuro (suivante) à Yoshiwara, le quartier des plaisirs d'Edo. Elle est confiée à Shouhi, une oiran de la maison close Tamakiku, qui lui donne le nom de Tomeki. La nouvelle kamuro est rebelle, ne pleure jamais quand elle est punie, est impertinente et mal élevée, répond aux autres kamuro et va jusqu'à les frapper. Mais à cause de cela, les aînées de la maison close pensent qu'elle deviendra une grande oiran, car une oiran n'a pas seulement besoin de sa beauté et de son talent pour réussir, mais aussi de ténacité pour garder son rang.
Tomeki devient plus tard O-Rin, une hikkomi (apprentie prostituée), puis Kiyoha, la plus belle oiran de la maison Tamakiku. Sa popularité menace la position de l'oiran Mikumo, ce qui crée une rivalité tendue entre elles dans la maison Tamakiku.
Mais pour Kiyoha, le plus gros problème n'est pas sa rivalité avec Mikumo, mais le jeune Soujiro et l'impossibilité de vivre une histoire d'amour dans les quartiers de plaisirs.

## Adaptation cinématographique
Un film adapté du manga Sakuran de Moyoco Anno est sorti au Japon le 24 février 2007. L'héroïne est interprétée par Anna Tsuchiya, et le film marque les débuts au cinéma de la photographe Mika Ninagawa. La musique est dirigée par Ringo Shiina, et la chanson « Karisome Otome(DEATH JAZZ ver.) (カリソメ乙女(DEATH JAZZ ver.), Vierge temporaire (DEATH JAZZ ver.)) » a été choisie comme thème de la promotion du film. La musique de fin est « Kono Yo no Kagiri (この世の限り, Souvenir) », et l'album de Ringo Shiina Heisei Fūzoku sert de bande originale au film.